# Hoflaan (Rotterdam)

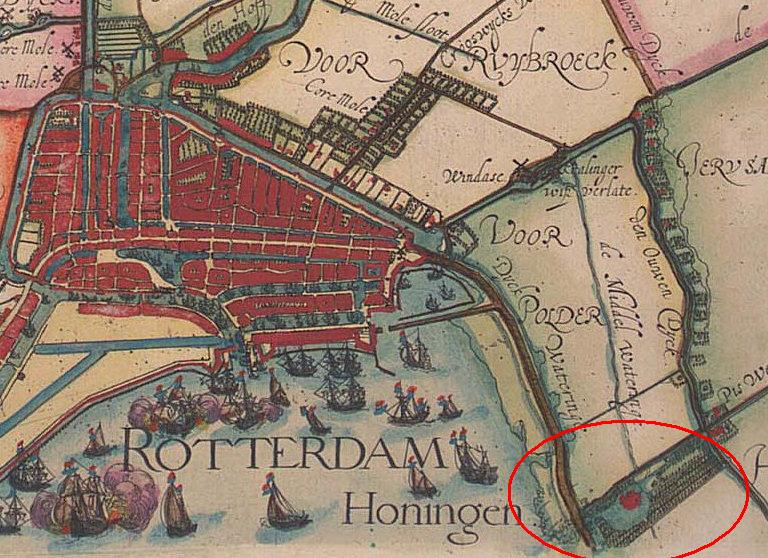
Omgeving Hoflaan op de kaart van Schieland door Floris Balthasar uit 1611.

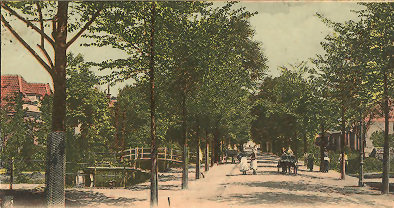
Hoflaan rond 1900

De Hoflaan is een van de oudste straten van de Rotterdamse wijk Kralingen. De naam wordt reeds vermeld in 1674. Het is de voormalige oprijlaan vanaf de Oudedijk naar het Slot Honingen, dat omstreeks 1233 werd gebouwd. Ook de Oudedijk doet zijn naam eer aan, als verlengde van de 's-Gravenweg is die bijna zo oud als de weg naar Kralingen.
In de 17e eeuw werd het slot omringd door een bos, dat zich uitstrekte van de Honingerdijk tot aan de Oudedijk met de Hoflaan als noordgrens. Op de kaart van Balthazar Floriszoon van Berckenrode uit 1611 vormt dit een contrastrijk beeld met het overige polderland.
Toen het oude dorp Kralingen vanwege ontvening in de 18e eeuw ontvolkt raakte, verplaatste het zwaartepunt zich naar de viersprong waar de 's-Gravenweg overgaat in de Oudedijk, waar de Hoflaan uitkomt en de Kortekade begint. De begraafplaats Oud Kralingen ligt in de huidige nieuwbouwwijk Prinsenland.
Tot 1878 werd er op de Hoflaan tol geheven. Het bijzondere onderhoud van de chique, lommerrijke laan werd er vermoedelijk mee bekostigd, en bezoek door ongenode gasten aan de villa's werd er zeker door tegengegaan. Toen de burgemeesters van Rotterdam een ambtswoning tot hun beschikking hadden, stond deze in de Hoflaan. Het patriciërshuis werd verkocht ten tijde van burgemeester Bram Peper.
Op het adres Hoflaan 1, op de viersprong, staat sinds 1842 de Hoflaankerk. In 1877 werd de Sint-Lambertuskerk aan de voet van de Oostzeedijk ingewijd. Schuin hiertegenover staat op nummer 134 het politiebureau uit 1897 in de stijl van de Hollandse renaissance. De Hoflaankerk, de pastorie op nummer 121 en enkele woonhuizen en bedrijfspanden op nummer 30-34 genieten bescherming als rijksmonument.
Waar voorheen de route van de Honingerdijk (hoge ingen = "hoge grond") afliep de Hoflaan in, stond aan het begin van de 19e eeuw een koffiehuis Den Otter, waar veehandelaren de nacht doorbrachten voordat ze de volgende dag met hun waren door de Oostpoort de stad in konden. In dit koffiehuis werd in 1830 de Kralingse Sociëteit opgericht, in 1865 hernoemd in Eendragt maakt magt.
Tegenover de Sint-Lambertuskerk aan de voet van de Honingerdijk werd kort na de Bevrijding een klein oorlogsmonument geplaatst, waar op 3 april 1945 twintig gevangengenomen verzetsstrijders werden gefusilleerd ter vergelding van de liquidatie door een verzetsgroep van een collaborerende majoor van de Nederlandse politie op 31 maart 1945.
Abram van Rijckevorselweg ·
Admiraliteitskade ·
Avenue Concordia ·
Bosdreef ·
Gerdesiaweg ·
's-Gravenweg ·
Hoflaan ·
Honingerdijk ·
Kortekade ·
Kralingseweg ·
Kralingse Plaslaan ·
Kralingse Zoom ·
Maasboulevard ·
Oostzeedijk ·
Oudedijk ·
Slaak ·
Vlietlaan ·
Voorschoterlaan